# 36 Aquilae
Désignations
36 Aquilae (en abrégé 36 Aql), également désignée e Aquilae, est une étoile géante rouge de la constellation de l'Aigle, située à ∼ 530 a.l. (∼ 162 pc) de la Terre.